# Daraboshegy
Daraboshegy ist eine ungarische Gemeinde im Kreis Körmend im Komitat Vas.

## Geografische Lage
Daraboshegy liegt 30 Kilometer südwestlich des Komitatssitzes Szombathely und 6,5 Kilometer nordöstlich der Kreisstadt Körmend an dem Fluss Daraboshegyi-árok. Nachbargemeinden sind Halogy, Nádasd, Szöce und Felsőmarác.

## Geschichte
Im Jahr 1913 gab es in der damaligen Kleingemeinde 41 Häuser und 275 Einwohner auf einer Fläche von 995 Katastraljochen. Sie gehörte zu dieser Zeit zum Bezirk Körmend im Komitat Vas.

## Sehenswürdigkeiten
- Römisch-katholische Kirche Magyarok Nagyasszonya és Szent István király
- Rákóczi-Denkmal, erschaffen von Elisabeth Ledersberger-Lehoczky

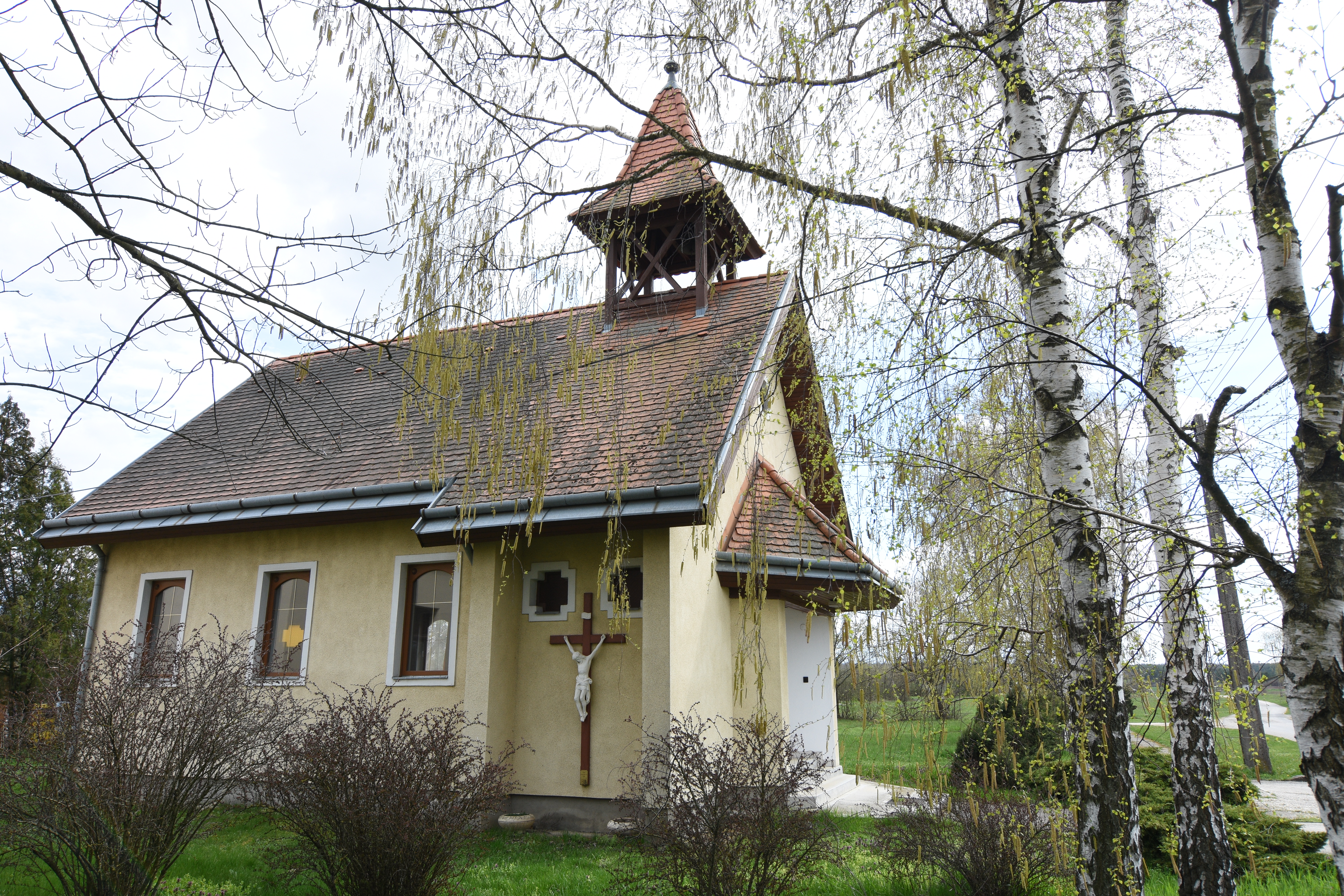
Kirche Magyarok Nagyasszonya és Szent István király
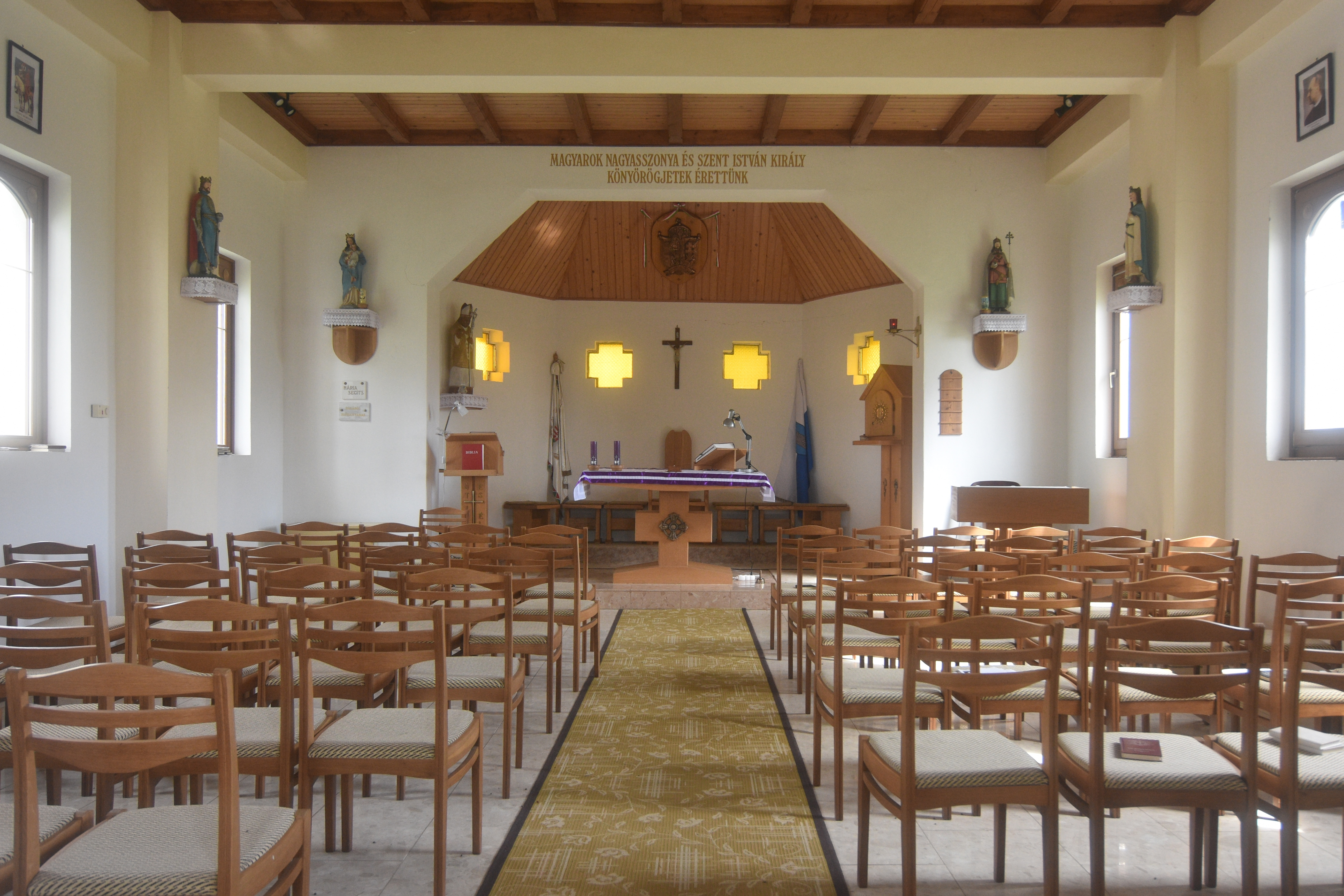
Innenraum der Kirche

## Verkehr
Durch Daraboshegy verläuft die Nebenstraße Nr. 74167. Es bestehen Busverbindungen nach Halogy sowie über Nádasd nach Körmend. Der nächstgelegene Bahnhof befindet sich gut zwei Kilometer östlich in Nádasd.